# 布津・深江断層
布津・深江断層（ふつ・ふかえだんそう）は、長崎県南島原市（旧：布津町、深江町）にある、布津断層と深江断層ふたつの断層の総称である。布津断層の大きさは約50m。

## 特徴
雲仙断層群のひとつであり、雲仙地溝の南限に位置している。正断層であり、毎年50センチほど地層がずれている。